# Locomotiva FFS Re 460
La locomotiva Re 460 delle Ferrovie Federali Svizzere è una locomotiva elettrica universale a quattro assi motori.

## Storia
Nell'ambito del progetto di potenziamento "Ferrovia 2000", le Ferrovie Federali Svizzere studiarono negli anni settanta l'introduzione di locomotive ad alta velocità.
Nel 1982 la SLM di Winterthur realizzò i quattro prototipi Re 4/4 IV, a cui però non seguirono le unità di serie, perché l'azionamento a tiristori di queste macchine stava venendo accantonato a favore dell'azionamento trifase.
Il progetto definitivo per le Re 460 (allora classificate ancora secondo il vecchio sistema come Re 4/4 VI) venne presentato dalla SLM alle FFS nel 1985; le nuove locomotive si basavano sull'azionamento trifase, già applicato sulle Re 456 fornite a diverse ferrovie private, e sulle Re 450 progettate per la S-Bahn di Zurigo.
Le Re 460 furono ordinate in tre serie dal 1987 al 1990, e consegnate dal 1991 al 1994 in 119 unità complessive (numerate 460 000 ÷ 118). Con il loro ingresso in servizio, la FFS accantonò le Ae 3/6 I e le Ae 4/7, risalenti agli anni venti, e le Re 4/4 I degli anni quaranta; le più recenti Re 4/4 II vennero invece degradate a servizi più modesti.

## Varianti
Dopo la consegna delle Re 460, la SLM prevedeva di realizzare una versione politensione per il servizio merci internazionale; tale progetto non fu realizzato, in quanto le FFS preferirono acquistare le più economiche locomotive TRAXX di Bombardier, che entrarono nel parco sociale come Re 482.
Dal 1994 al 1997 venne invece realizzata la versione potenziata Re 465, consegnata alla società privata BLS.
Altre serie basate sulla Re 460 vennero costruite per compagnie ferroviarie estere, come le Sr2 per le VR finlandesi, le El18 per le NSB norvegesi, e le TLN/TLS per la Kowloon-Canton Railway.